# Carlos María Morales
Carlos María Morales Maeso, mais conhecido como Carlos María Morales (Montevidéu, 1 de março de 1970), é um treinador e ex-futebolista uruguaio que atuava como atacante.

## Carreira
Em sua longa trajetória, passou por diversos clubes do Uruguai, Chile, México e LDU Quito do Equador, além do Grêmio de Porto Alegre, tendo encerrado sua carreira no Montevideo Wanderers em 2008.
Pela Seleção Uruguaia, disputou a Copa América de 2001, marcando 1 gol contra a Costa Rica.